# شانيل ويست كوست
شيلسيا شانيل دودلي (بالإنجليزية: Chelsea Chanel Dudley)‏ إسمها الفني شانيل ويست كوست هي مغنية راب ومغنية وممثلة وإعلامية أمريكية، ولدت في (الأول من سبتمبر 1988-) بلوس أنجلوس، كالفورنيا، الولايات المتحدة، اشتهرت في بروزها في البرامج التلفزيونية وتم التعرف عليها أكثر في البرنامج الترفيهي ريديكيولاسنيس الذي يعرض على شبكة إم تي في.

## حياة شخصية
ولدت شانيل في لوس أنجلوس بكالفورنيا، الولايات المتحدة، وحاليا تعيش مع والدتها هوليوود الشمالية وفي نفس الوقت تتنقل مع والدها للعيش في نيويورك، وكان والد شانيل يعمل دي جي.

## أعمال
| السنة      | العمل                        | دور   | ملاحظات                |
| ---------- | ---------------------------- | ----- | ---------------------- |
| 2009–2015  | Rob Dyrdek's Fantasy Factory | نفسها |                        |
| 2011       | The Hard Times of RJ Berger  | شيلا  | حلقة: "The Better Man" |
| 2010–الآن  | ريديكيولاسنيس                | نفسها | منشطة                  |
| 2012–2015  | Wild Grinders                | فليبز | صوت                    |
| 2017–مستنر | Love & Hip Hop: Hollywood    | نفسها |                        |

## وصلات خارجية
- شانيل ويست كوست على موقع IMDb (الإنجليزية)
- شانيل ويست كوست على موقع ميوزك برينز (الإنجليزية)
- شانيل ويست كوست على موقع ديسكوغز (الإنجليزية)
- شانيل ويست كوست على موقع قاعدة بيانات الفيلم (الإنجليزية)
- موقعها الرسمي